# Ернест Мучи
Ернест Мучи (алб. Ernest Muçi; Тирана, 19. март 2001) је албански фудбалер који тренутно наступа за Бешикташ. Игра на позицији нападача.

## Успеси
Тирана
- Суперлига Албаније (1) : 2019/20.[4]
- Прва лига Албаније  (1) : 2017/18.[5]
- Куп Албаније: (финале: 2018/19,[6] 2019/20)[7]
- Суперкуп Албаније: (финале: 2020)[8]

 Легија Варшава
- Екстракласа (1) : 2020/21.[9]
- Куп Пољске  (1) : 2022/23.[10]
- Суперкуп Пољске  (1) : 2023,[11] (финале: 2021)[12]

 Бешикташ
- Куп Турске (1) : 2023/24.[13]
- Суперкуп Турске (1) : 2024.